# Maipo
Maipo – czynny stratowulkan w Andach Południowych. Znajduje się on na granicy Argentyny (prowincja Mendoza) i Chile (region Metropolitana), na południe od masywu Aconcagua. Jego wysokość wynosi 5264 m n.p.m. Leży około 90 km na południe od Tupungato i około 100 km na południowy wschód od Santiago. Ostatnia erupcja miała miejsce w 1912 r. U stóp wulkanu leży jezioro Diamante.
Pierwszego wejścia na szczyt dokonał Paul Güßfeldt w 1883 r.